# Ciliau Aeron
Ciliau Aeron är en community i Storbritannien.   Den ligger i kommunen Ceredigion och riksdelen Wales, i den södra delen av landet, 290 km väster om huvudstaden London.
De två största byarna är Ciliau Aeron och Cilcennin.